# Gern hab' ich die Frau'n geküßt
Gern hab' ich die Frau'n geküßt (bra Paganini) é um filme alemão de 1925 dirigido por E. W. Emo e estrelado por Iván Petrovich, Eliza Illiard e Theo Lingen.
É uma adaptação da opereta Paganini (1925), de Franz Lehár

## Elenco
- Iván Petrovich – Paganini
- Eliza Illiard – Duquesa Anna Elisa de Lucca
- Theo Lingen
- Adele Sandrock
- Maja Feist
- Rudolf Klein-Rogge
- Aribert Wäscher
- Erika Glässner – Thalia
- Maria Beling – Bella
- Veit Harlan – Enrico Tortoni
- Gustav Mahncke
- Erich Dunskus
- Franz Weber
- Egon Brosig
- Karl Harbacher
- Hans Hemes
- Wolfgang von Schwindt